# 아스테로페 (신화)
아스테로페(Asterope)는 그리스 신화에 나오는 플레이아데스의 하나이다. 티탄 신족인 아틀라스가 오케아노스의 딸 플레이오네와 결혼하여 낳은 딸로서 알키오네, 켈라이노, 엘렉트라, 마이아, 메로페, 타이게테의 자매이며, 이들 일곱 자매를 플레이아데스라고 부른다. 아스테로페는 군신 아레스와 관계를 맺어 피사의 왕 오이노마오스를 낳았다고도 하고, 오이노마오스와 관계를 맺어 펠롭스의 아내가 된 히포다메이아, 님프 다프네를 사랑한 레우키포스, 엘리스 지방에 디스폰티움이라는 도시를 건설한 디스폰테우스를 낳았다고도 한다. 아스테로페는 여섯 자매와 함께 거인 사냥꾼 오리온에게 쫓기다가 별자리가 되었다고 전하는데, 이를 플레이아데스성단이라고 부른다.